# Hjördis Nordin
Hjördis Margareta Nordin (* 2. August 1932 in Lund), verheiratete Hjördis Hallqvist, ist eine ehemalige schwedische Turnerin.

## Erfolge
1950 wurden erstmals nach dem Zweiten Weltkrieg Turn-Weltmeisterschaften ausgetragen. Bei den Wettkämpfen in Basel gewann das schwedische Team mit Evy Berggren, Vanja Blomberg, Karin Lindberg, Gunnel Ljungström, Hjördis Nordin, Ann-Sofi Pettersson-Colling, Göta Pettersson und Ingrid Sandahl die Mannschaftswertung vor den Mannschaften aus Frankreich und Italien.
Bei den Olympischen Spielen 1952 in Helsinki wurden neben dem bereits mehrfach ausgetragenen Mannschaftswettbewerb sechs weitere Wettbewerbe für Turnerinnen angeboten: Einzelmehrkampf, vier Einzelgeräte und die Gruppengymnastik. Die schwedische Mannschaft belegte im Mannschaftsmehrkampf den vierten Platz hinter der Sowjetunion, Ungarn und der Tschechoslowakei. Im Einzelmehrkampf belegte Nordin den 65. Platz. An den Geräten folgten die Plätze 47 am Boden, 65 am Pferdsprung, 63 am Schwebebalken und 89 am Stufenbarren. In der abschließend ausgetragenen Gruppengymnastik mit Handgeräten gewann die schwedische Mannschaft vor der Sowjetunion und Ungarn. Die schwedische Riege siegte in der Besetzung Evy Berggren, Vanja Blomberg, Karin Lindberg, Hjördis Nordin, Ann-Sofi Pettersson-Colling, Göta Pettersson, Gun Röring und Ingrid Sandahl, die als Olympiasiegerinnen die Goldmedaille erhielten.
Nordin blieb bei den Olympischen Spielen 1956 in Melbourne als Reservistin ohne Einsatz.